# Kim Ji-hyun
Kim Ji-hyun (Hangul: 김지현; 16 de agosto de 1972) es una cantante y actriz surcoreana. Es exmiembro del popular grupo de pop coreano de los 90, Roo'ra. El grupo estuvo activo desde 1994 hasta 2001. El grupo está actualmente involucrado en varios conciertos con otros cantantes de la década de 1990.

## Filmografía
- Summertime (2001)

## Discografía
| Título      | Detalles                                                                          | Posición en listados | Ventas       |
| Título      | Detalles                                                                          | KOR                  | Ventas       |
| ----------- | --------------------------------------------------------------------------------- | -------------------- | ------------ |
| Cat's Eye   | - Lanzamiento: enero de 1997 - Compañía: Interpark - Formato: CD, cassette        |                      |              |
| Second Time | - Lanzamiento: 24 de febrero de 2003 - Compañía: Sangmind - Formato: CD, cassette | 33                   | - KOR: 9,949 |